# 南美洲网球联合会
南美洲网球联合会（西班牙語：Confederación Sudamericana de Tenis，简称COSAT）它是南美洲大多数国家网球协会的地区性管理机构，是一家非营利性私人组织，隶属于国际网球联合会（ITF），总部设在巴拉圭的亚松森。圭亚那和苏里南虽然也在南美洲，但这两个国家的网球协会属于中美洲及加勒比海网球联合会（COTECC）成员。

## 成员协会
南美洲网球联合会由以下十个南美国家组成：
| 国家     | 协会               | 总部             |
| -------- | ------------------ | ---------------- |
| 阿根廷   | 阿根廷网球协会     | 布宜诺斯艾利斯   |
| 玻利维亚 | 玻利维亚网球联合会 | 拉巴斯           |
| 巴西     | 巴西网球联合会     | 弗洛里亚诺波利斯 |
| 哥伦比亚 | 哥伦比亚网球联合会 | 波哥大           |
| 智利     | 智利网球联合会     | 圣地亚哥         |
|          | 厄瓜多尔网球联合会 | 瓜亚基尔         |
| 巴拉圭   | 巴拉圭网球协会     | 亚松森           |
| 秘魯     | 秘鲁网球联合会     | 利马             |
| 乌拉圭   | 乌拉圭网球协会     | 蒙得维的亚       |
| 委內瑞拉 | 委内瑞拉网球联合会 | 加拉加斯         |